# Centro Nacional de Planeamiento Estratégico
El Centro Nacional de Planeamiento Estratégico (CEPLAN) es un organismo técnico adscrito a la Presidencia del Consejo de Ministros del Perú. De acuerdo al Decreto Legislativo N°1088 es la instancia gubernamental rectora del Sistema Nacional de Planeamiento Estratégico peruano. 
El 25 de noviembre del 2021, Giofianni Peirano Torriani fue designado como representante del Presidente de la República y presidente del Consejo Directivo del Centro Nacional de Planeamiento Estratégico - CEPLAN, mediante Resolución Suprema Nº 168-2021- PCM.

## Funciones
Es la encargada de formular, coordinar, dar seguimiento y evaluar las estrategias y prioridades del Gobierno; es la institución que conduce el proceso de formulación y difusión de una visión compartida y concertada de futuro del Perú en sus diferentes niveles de gobierno. 
El Ceplan es la institución responsable de diseñar el país de las próximas décadas; el espacio que contribuye con la discusión de las opciones estratégicas del país, considerando la situación presente y las posibilidades del futuro con miras al 2021, en una primera etapa.

## Historia
En 19 de octubre de 1962, mediante el Decreto Ley N° 14220, se creó el Sistema Nacional de Planificación del Desarrollo Económico y Social con su organismo rector el Instituto Nacional de Planificación (INP). Si bien no se puede afirmar que aquí se inició la historia de la planificación en el Perú; sí es posible decir que con ese Decreto Ley se dio inicio formal a la planificación en el Perú.
Más adelante, en junio de 1981, mediante el Decreto Legislativo N° 177 se puso en vigencia la Ley de Organización y Funciones del Sistema Nacional de Planificación, encabezado por el entonces Instituto Nacional de Planificación (INP), organismo que en el año 1992, después de 30 años, se disolvió mediante el Decreto Ley N° 25548, siendo asumidas sus funciones por el Ministerio de Economía y Finanzas con excepción a las de cooperación internacional.
Con el Acuerdo Nacional (2002), se vuelve a retomar la idea de la planificación estratégica, adoptándose la Quinta Política de Estado, por la cual se estableció la creación de un sistema nacional de planeamiento estratégico con una clara fijación de objetivos generales y específicos que establezcan metas a corto, mediano y largo plazo. Esta Quinta Política de Estado se formalizó el 6 de mayo del año 2005 mediante la promulgación de la Ley N° 28522 por la cual se crea el Sistema Nacional de Planeamiento Estratégico y el CEPLAN. No obstante la dación de esta Ley, es recién a partir del 28 de junio del año 2008 que se implementa el CEPLAN con la dación del Decreto Legislativo N° 1088 publicado en el Diario El Peruano.

## Organización
La estructura orgánica del Ceplan responde a un modelo de organización flexible y de gestión horizontal; está conformado de la siguiente manera:
- Dirección Ejecutiva
- Dirección Nacional de Prospectiva y Estudios Estratégicos
- Dirección Nacional de Coordinación y Planeamiento Estratégico
- Dirección Nacional de Seguimiento y Evaluación
- Oficina General de Administración
- Oficina de Planeamiento y Presupuesto
- Oficina de Asesoría Jurídica
- Oficina de Control Institucional

Además cuenta en su estructura orgánica con comités multidisciplinarios, órganos técnicos especializados de naturaleza temporal integrados por expertos nacionales y/o extranjeros, que se crean con la finalidad de abordar y estudiar temas prioritarios para la gestión estratégica del Estado.

### Presidentes del Consejo Directivo
- Agustín Haya de la Torre (2008-2011)
- Germán Alarco Tosoni (2011-2012)
- Mariano Paz Soldán Franco (2012-2013)
- Carlos Anderson (2013-2015)
- Javier Abugattás Fatule (2016-2021)
- Giofianni Diglio Peirano Torriani (2021-       )